# Bernard-Nicolas Aubertin
Pour les articles homonymes, voir Aubertin.
Bernard-Nicolas Aubertin, né le 9 septembre 1944 à Épinal dans les Vosges, est un évêque catholique français. Cistercien, ordonné prêtre en 1972, il est abbé de l'abbaye de Lérins de 1989 à 1998, puis évêque de Chartres de 1998 à 2005, et archevêque de Tours de 2005 à 2019.

## Biographie

### Formation
Le cursus universitaire de Bernard-Nicolas Aubertin l'a conduit successivement en Suisse à l'université de Fribourg, en France, à la faculté de théologie catholique de Strasbourg ainsi qu'à la faculté des sciences juridiques, politiques et sociales de l'université de Strasbourg et à la faculté des sciences humaines cliniques de l'université Paris-VII et en Italie à l'université pontificale grégorienne et à l'Institut pontifical d'études arabes et d'islamologie de Rome.
Il est titulaire d'un diplôme universitaire et d'une licence d'État d'études théologiques ainsi que d'une maîtrise de droit canonique de l'université de Strasbourg et d'un certificat d'islamologie de l'Institut pontifical.

### Principaux ministères
Il a été ordonné prêtre le 21 mai 1972 pour la Société des Missionnaires d'Afrique (Pères blancs) en l'église Notre-Dame d'Épinal.
En septembre 1982, il entre à l'abbaye cistercienne de Lérins dont il est nommé prieur claustral en 1988 puis élu abbé le 14 septembre 1989. Il demeure à la tête de l'abbaye jusqu'en 1998.
Nommé évêque de Chartres le 4 août 1998, il est consacré le 20 septembre suivant par Pierre Plateau, archevêque de Bourges, assisté de Joseph Madec, évêque de Fréjus et Toulon et de Joan Josep Omella, évêque auxiliaire de Saragosse. 
À la suite notamment des condamnations du prêtre pédophile récidiviste Gérard Mercury et de l'évèque Pierre Pican à trois mois de prison avec sursis, pour ne pas avoir signalé à la justice les agissements pédocriminels de l'abbé René Bissey, la Conférence des évêques de France créée, en novembre 2001, le Comité consultatif en matière d'abus sur mineurs. Celui-ci est composé de 11 membres, il est présidé par Bernard-Nicolas Aubertin. Trois objectifs lui sont fixés : « Offrir une aide aux victimes ; organiser le suivi des personnes condamnées ; renforcer la formation des acteurs de la pastorale en matière de prévention »,.
Il a ensuite été nommé archevêque de Tours le 23 juin 2005 et a été installé le 4 septembre suivant ; il devient de ce fait archevêque métropolitain de la province ecclésiastique de Tours.
En août 2006, il fait partie d'une mission de médiation auprès des autorités libanaises et israéliennes avec le pasteur Jean-Arnold de Clermont, président de la Fédération protestante de France. L'objectif annoncé était de manifester leur solidarité avec les populations et demander un cessez-le-feu et le démarrage de négociations sous l'égide de l'ONU,. Le résultat de cette mission reste symbolique[réf. nécessaire].
Au sein de la conférence des évêques de France, il préside le conseil pour les questions canoniques. Le 8 novembre 2008, il est réélu président de ce conseil pour un mandat de trois ans, poste qu'il laisse en 2011 à Roland Minnerath pour succéder à Robert Le Gall à la présidence de la commission épiscopale pour la liturgie et la pastorale sacramentelle.
Il a été membre de la commission de la mission universelle de l'Église. Il est aussi le président de la conférence épiscopale francophone pour les traductions liturgiques, et c'est dans ce cadre qu'il a remis le 5 février 2014 avec les autres évêques de la conférence, la première traduction intégrale liturgique en français de la Bible au pape François. Le 28 octobre 2016, ce dernier le nomme membre de la congrégation pour le culte divin et la discipline des sacrements.
Le pape François accepte sa démission d'archevêque de Tours pour raison d'âge le 26 octobre 2019,.
Il se retire alors comme aumônier auprès des cisterciennes de l'abbaye de la Maigrauge, à Fribourg, en Suisse, congrégation qu'il avait connue lors de ses études.

## Décorations
- Chevalier de la Légion d'honneur[Quand ?]
- Officier de l'ordre national du Mérite
- Chevalier de l'ordre du Mérite agricole